# Retrato de la madre del artista
Arreglo en gris y negro n.º 1, más conocido como Retrato de la madre del artista, es un óleo sobre lienzo del pintor estadounidense James McNeill Whistler, fechado en 1871. Mide 144,3 × 163,0 cm, y se exhibe en el Museo de Orsay de París tras su adquisición en 1891 por el estado francés.
Es un cuadro de una enorme personalidad, sobrio y austero como pocos retratos, y por ello mismo de un extraño magnetismo.
Tal vez sea el tratamiento del color, que da título al cuadro y que en efecto parece un experimento cromático sobre la armonía entre el negro y el gris, sólo ligeramente animado por breves apuntes de blanco; o tal vez la economía de medios utilizada en la obra, que deja claro ese principio de su personalidad ya citado, de que lo principal en sus cuadros es lo esencial, en este caso el retrato, dejando el resto en un plano secundario. Tal vez sea la sencillez en el tratamiento de la figura, que logra ese efecto milagroso de acentuar la expresividad sin apenas profundizar en los detalles.
Lo que es innegable es que se trata de un retrato limpio y bello, en el que aparece retratada con toda su dignidad y compostura, Ana Matilda, que entonces contaba 67 años. Se ha especulado si el retrato de su madre sería casual y que simplemente estaba sustituyendo a otra modelo, pero nos parece que el sentimiento que destila el cuadro y que se advierte en la elegancia en la pose y la actitud serena de la madre, transmite un afecto que no podía ser meramente casual.
Además el cuadro todo se reduce a la imagen de su madre, que de esta forma adquiere un protagonismo que tampoco podía ser fortuito. Porque más allá de ella, el cuadro se reduce al fondo neutro de color y unos cuantos matices apenas esbozados. Hay influencia japonesa en la composición, con doble interrupción de imágenes a cada lado del lienzo, los cortinajes a la izquierda y un cuadro a la derecha. Y hay también un detalle que ilumina el fondo del cuadro, acompañando así con su luz el rostro y las manos de la madre, el cuadro dentro del cuadro que reproduce una lámina del Támesis, tema éste muy frecuente por cierto, entre las estampas grabadas o pintadas por su autor.

## En la cultura popular
Este cuadro se hizo muy popular en la década de los 90 al aparecer en la película "Bean" de 1997, protagonizada por el actor inglés Rowan Atkinson, que adaptaba la serie del mismo nombre protagonizada también por dicho actor. En la película, este es el cuadro que desencadena la trama, al ser enviado desde el Reino Unido a los Estados Unidos junto con Mr. Bean.